# Півниці-Великі
Півниці-Великі (пол. Piwnice Wielkie, нім. Groß Piwnitz) — село в Польщі, у гміні Вельбарк Щиценського повіту Вармінсько-Мазурського воєводства.
Населення — 163 особи (2011).
У 1975-1998 роках село належало до Ольштинського воєводства.

## Демографія
Демографічна структура станом на 31 березня 2011 року:
|          | Загалом | Допрацездатний вік | Працездатний вік | Постпрацездатний вік |
| -------- | ------- | ------------------ | ---------------- | -------------------- |
| Чоловіки | 88      | 23                 | 60               | 5                    |
| Жінки    | 75      | 18                 | 40               | 17                   |
| Разом    | 163     | 41                 | 100              | 22                   |